# Krasheninnikov Peak
Krasheninnikov Peak (russisch Гора Крашенинникова Gora Krascheninnikowa, norwegisch Krasheninnikovhøgda) ist ein 2525 m hoher Berg im ostantarktischen Königin-Maud-Land. In der Südlichen Petermannkette des Wohlthatmassivs ragt er an der Südseite der Svarthausane auf.
Entdeckt und anhand von Luftaufnahmen kartiert wurde er bei der Deutschen Antarktischen Expedition 1938/39 unter der Leitung des Polarforschers Alfred Ritscher. Luftaufnahmen und Vermessungen der Dritten Norwegischen Antarktisexpedition (1956–1960) dienten einer neuerlichen Kartierung. Sowjetische Wissenschaftler nahmen zwischen 1960 und 1961 eine nochmalige Kartierung und die Benennung vor. Namensgeber ist der russische Entdecker und Geograph Stepan Petrowitsch Krascheninnikow (1711–1755). Das Advisory Committee on Antarctic Names übertrug die russische Benennung 1970 ins Englische.